# Brandt (azienda)
Brandt è un'azienda francese di elettrodomestici, filiale del Groupe Brandt, creata nel 1924 da Edgar Brandt (1880-1960) negli établissements Brandt, all'origine specializzata nella produzione di armi leggere. Dal 2014 appartiene al gruppo algerino Cevital.

## Storia
Il marchio Brandt ha fatto parte di numerosi gruppi di nomi diversi :
- 1956: Edgar Brandt acquista l'azienda Hotchkiss e rinomina la sua azienda in Hotchkiss-Brandt. A partire da quest'epoca possiede uno stabilimento per la produzione di lavatrici (la SGAE di Lione) e di frigoriferi (SCOMAM di Laval) Brandt [1].
- 1966: avviene la fusione tra la Hotchkiss-Brandt e la Compagnie française Thomson-Houston (CFTH), che prende il nome di Thomson-Houston-Hotchkiss-Brandt, poi Thomson-Brandt.
- 1982: Thomson-Brandt e Thomson-CSF vengono nazionalizzata dal governo di François Mitterrand, e il ramo elettrodomestici dell'azienda viene inglobata nella  Thomson Electroménager.
- 1992: Thomson-Brandt acquista il ramo elettrodomestici della De Dietrich, e viene poi ceduta alla El.Fi SA, filiale della El.Fi. S.p.A., holding italiana dei fratelli Luigi e Gianfranco Nocivelli, che controlla un grande gruppo produttore di elettrodomestici.
- 1995: Tutti i marchi di elettrodomestici (De Dietrich, Brandt, Vedette, Thomson) vengono raggruppati nella Brandt SA, che ha sede a Rueil-Malmaison, dipartimento dell'Hauts-de-Seine.
- 2000: il Groupe Brandt si fonde con Moulinex. El.Fi diviene proprietaria del 74,3 % del nuovo gruppo rinominato Moulinex-Brandt, che conta più di 20.000 dipendenti[2]. Brandt diventa la grossa filiale elettrodomestici del nuovo gruppo, al quale si aggiungerà anche il marchio Sauter.
- 2001: Il Gruppo italiano fallisce nel mese di settembre. La Moulinex viene acquisita dal Groupe SEB.
- 2002: L'azienda viene rilevata dalla israeliana Elco. La Brandt SA diventa Elco-Brandt S.A, divisione elettrodomestici del gruppo Elco, che diviene leader in Francia. Del nuovo gruppo facevano parte cinque marchi francesi (Brandt, De Dietrich, Thomson, Vedette, Sauter) e tre marchi italiani (OCEAN, SAMET e SANGIORGIO).
- 2005: la Elco-Brandt viene rilevata dagli spagnoli della Fagor Electrodomésticos che diviene FagorBrandt.
- 2014: il conglomerato algerino Cevital riprende le attività francesi del gruppo

## Dati e generalità
Il marchio Brandt comprende una vasta gamma di grandi elettrodomestici (lavastoviglie, lavatrice, asciugatrice, frigoriferi, congelatori, cantine, stufe, forni, cappe, forni a microonde) e piccoli elettrodomestici (bollitori, tostapane, spremiagrumi, etc.).
I prodotti Brandt erano costruiti in 6 stabilimenti, 5 in Francia (La Roche-sur-Yon, Aizenay, Lione, Orléans, Vendôme) ed uno in Italia (Verolanuova) fino al 2013.
Oggi, I prodotti Brandt sono costruiti in 3 stabilimenti, 2 in Francia : Orléans, Vendôme ed uno in Algeria a Sétif.